# Gary Lineker
Gary Winston Lineker (ur. 30 listopada 1960 w Leicesterze) – angielski piłkarz, który występował na pozycji napastnika, trzykrotny król strzelców ligi angielskiej (w barwach Leicester, Evertonu i Tottenhamu).
Uważany za jednego z najlepszych napastników swoich czasów. Karierę rozpoczął w klubie Leicester City. Głośny był jego sezon w Evertonie, gdzie w 52 meczach strzelił 38 goli. To zaowocowało podpisaniem kontraktu z FC Barceloną, dla którego w 137 meczach strzelił 52 gole. Klub w tym czasie zdobył Puchar Ligi w 1986, Puchar Króla w 1988 i Puchar Zdobywców Pucharów w 1989, a sam Lineker zapisał się w pamięci kibiców podczas ligowego spotkania z Realem Madryt, kiedy to na stadionie Camp Nou 31 stycznia 1987 zdobył dla swojej drużyny trzy gole. Po tym sukcesie wrócił do Anglii, gdzie podpisał kontrakt z Tottenhamem, dla którego strzelił 67 bramek w 105 meczach i z którym zdobył Puchar Anglii w piłce nożnej w 1991. Karierę zakończył w lidze japońskiej.
W reprezentacji Anglii zadebiutował w 1984. W 1986 został królem strzelców mistrzostw świata w piłce nożnej, zdobywając sześć bramek, z czego trzy przeciwko Polsce. Do 1992 strzelił w reprezentacji 48 bramek w 80 meczach.
Był znany z wyjątkowej gry fair play (w karierze nie dostał ani jednej żółtej kartki) i skuteczności strzeleckiej. Czasem jest nazywany „katem reprezentacji Polski” (w pięciu meczach przeciw Polsce strzelił aż sześć bramek). Wsławił się powiedzeniem: „Piłka nożna to taka gra, w której 22 mężczyzn biega za piłką, a na końcu i tak wygrywają Niemcy”.
Po zakończeniu kariery sportowej został prowadzącym program Match of the Day w brytyjskiej telewizji BBC.
Jego podobizna znajduje się w Muzeum Figur Woskowych Madame Tussaud w Londynie.
W 1986 poślubił Michelle Cockayne, z którą ma czterech synów: George'a, Harry'ego, Tobiasa i Angusa. W maju 2006 Cockayne wniosła pozew o rozwód z powodu rzekomego „nierozsądnego zachowania” męża.

## Statystyki kariery

### Klubowe
| Klub                 | Sezon              | Liga               | Liga  | Liga   | Puchar kraju | Puchar kraju | Puchar ligi | Puchar ligi | Kontynentalne | Kontynentalne | Suma  | Suma   |
| Klub                 | Sezon              | Poziom             | Mecze | Bramki | Mecze        | Bramki       | Mecze       | Bramki      | Mecze         | Bramki        | Mecze | Bramki |
| -------------------- | ------------------ | ------------------ | ----- | ------ | ------------ | ------------ | ----------- | ----------- | ------------- | ------------- | ----- | ------ |
| Leicester City       | 1978/1979          | Second Division    | 7     | 1      | —            | —            | —           | —           | —             | —             | 7     | 1      |
| Leicester City       | 1979/1980          | Second Division    | 19    | 3      | 1            | 0            | —           | —           | —             | —             | 20    | 3      |
| Leicester City       | 1980/1981          | First Division     | 9     | 2      | 1            | 1            | —           | —           | —             | —             | 10    | 3      |
| Leicester City       | 1981/1982          | Second Division    | 39    | 17     | 5            | 2            | 3           | 0           | —             | —             | 47    | 19     |
| Leicester City       | 1982/1983          | Second Division    | 40    | 26     | 1            | 0            | 2           | 0           | —             | —             | 43    | 26     |
| Leicester City       | 1983/1984          | First Division     | 39    | 22     | 1            | 0            | 1           | 0           | —             | —             | 41    | 22     |
| Leicester City       | 1984/1985          | First Division     | 41    | 24     | 4            | 3            | 3           | 2           | —             | —             | 48    | 29     |
| Leicester City       | Łącznie            | Łącznie            | 194   | 95     | 13           | 6            | 9           | 2           | —             | —             | 216   | 103    |
| Everton FC           | 1985/1986          | First Division     | 41    | 30     | 6            | 5            | 5           | 3           | —             | —             | 52    | 38     |
| FC Barcelona         | 1986/1987          | La Liga            | 41    | 20     | 1            | 1            | —           | —           | 8             | 0             | 50    | 21     |
| FC Barcelona         | 1987/1988          | La Liga            | 36    | 16     | 5            | 2            | —           | —           | 8             | 2             | 49    | 20     |
| FC Barcelona         | 1988/1989          | La Liga            | 26    | 6      | 4            | 1            | —           | —           | 8             | 4             | 38    | 11     |
| FC Barcelona         | Łącznie            | Łącznie            | 103   | 42     | 10           | 4            | —           | —           | 24            | 6             | 137   | 52     |
| Tottenham Hotspur    | 1989/1990          | First Division     | 38    | 24     | 1            | 0            | 6           | 2           | —             | —             | 45    | 26     |
| Tottenham Hotspur    | 1990/1991          | First Division     | 32    | 15     | 6            | 3            | 5           | 1           | —             | —             | 43    | 19     |
| Tottenham Hotspur    | 1991/1992          | First Division     | 35    | 28     | 2            | 0            | 5           | 5           | 8             | 2             | 50    | 35     |
| Tottenham Hotspur    | Łącznie            | Łącznie            | 105   | 67     | 9            | 3            | 16          | 8           | 8             | 2             | 138   | 80     |
| Nagoya Grampus Eight | 1993               | J1 League          | 7     | 1      | 0            | 0            | 5           | 4           | —             | —             | 12    | 5      |
| Nagoya Grampus Eight | 1994               | J1 League          | 11    | 3      | 0            | 0            | 1           | 0           | —             | —             | 12    | 3      |
| Nagoya Grampus Eight | Łącznie            | Łącznie            | 18    | 4      | 0            | 0            | 6           | 4           | —             | —             | 24    | 8      |
| Łącznie w karierze   | Łącznie w karierze | Łącznie w karierze | 461   | 238    | 38           | 18           | 36          | 17          | 32            | 8             | 567   | 281    |

### Reprezentacyjne
| Reprezentacja | Rok     | Mecze | Bramki |
| ------------- | ------- | ----- | ------ |
| Anglia        | 1984    | 1     | 0      |
| Anglia        | 1985    | 9     | 6      |
| Anglia        | 1986    | 10    | 8      |
| Anglia        | 1987    | 7     | 9      |
| Anglia        | 1988    | 10    | 3      |
| Anglia        | 1989    | 9     | 3      |
| Anglia        | 1990    | 15    | 8      |
| Anglia        | 1991    | 11    | 9      |
| Anglia        | 1992    | 8     | 2      |
| Łącznie       | Łącznie | 80    | 48     |